# Idaea brunneofasciata
Idaea brunneofasciata là một loài bướm đêm trong họ Geometridae.